# 최전선

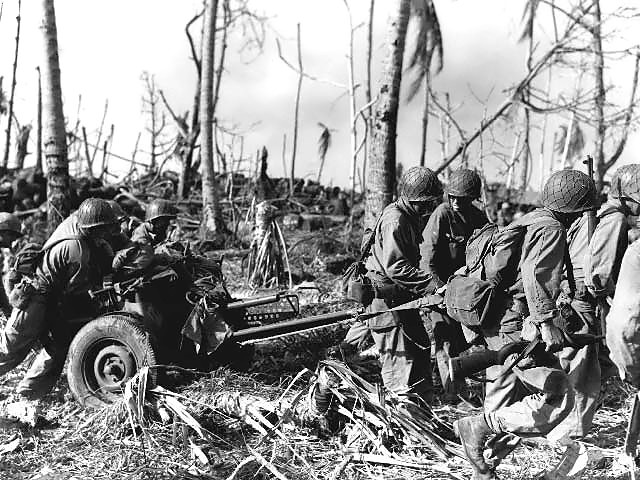

군사 용어로 최전선(最前線) 또는 최전방(最前方)은 전쟁 또는 전투에서 적군과 접촉하는 진지인 전선에서 적에게 가장 가까운 전장 일대를 가리키는 말이다. 군사 용어 뿐만 아니라 스포츠, 경제 등에서도 사용된다.

## 같이 보기
- 지휘통제
- 전장의 안개
- 전선 (군사)
- 네트워크 중심전
- 돌출부